# Indo-Asian News Service
Indo-Asian News Service ou IANS est une agence de presse privée indienne créée en 1986. Elle est basée à Noida.
À l'origine, l'agence a été créée pour servir de lien d'information entre l'Inde et la diaspora nord-américaine en anglais et en hindi mais est devenue une agence de presse ainsi qu'un éditeur de journaux.